# Alberto Alderisio
Alberto Alderisio (Morcone, ... – ????) è stato un giurista italiano vissuto nel XVII secolo.

## Biografia
Le poche informazioni biografiche sull'autore riportano i natali nella metà del XVII secolo a Morcone, nell'attuale provincia di Benevento, ove poi studiò diritto civile e diritto canonico. Scrisse il Tractatus de symbolicis contractibus, che fu stampato per la prima volta a Napoli nel 1675 e a Ginevra nel 1678 curato da Andrea Oldenburger. Il volume è dedicato al feudatario di Morcone, Domenico Carafa Pacecco, e affronta in particolare il contratto di assicurazione. Una copia del testo è conservata presso la Fondazione Mansutti di Milano.

## Opere
- (LA) De symbolicis contractibus, Napoli, Passaro, Giacinto, 1675.